# Ałatyr (miasto)
Ałatyr (ros. Ала́тырь, czuw. Улатăр) – miasto w Rosji, w Czuwaszji, położone nad rzeką Ałatyr (dopływ Sury).
Jedno z najstarszych miast Czuwaszji. Zostało założone w 1552 roku, a prawa miejskie otrzymało w 1780. Liczba mieszkańców w 2005 roku wynosiła ok. 42 700.
W mieście rozwinął się przemysł elektrotechniczny, drzewny oraz lekki.
Urodził się tu Hieronim Suszczyński ps. „Dyrektor”, „Lizdejko”, „Szeliga” (ur. 12 października 1895, zm. 20 sierpnia 1964 w Warszawie) – pułkownik artylerii Wojska Polskiego, kawaler Orderu Virtuti Militari.